# Antun Marković
Antun Marković (Gnjilane, 4. srpnja 1992.) hrvatski je nogometaš koji igra kao vratar. Trenutačno igra za Slaven Belupo. Igra desnom nogom.

## Životopis
Rodom iz Voćina. U Voćinu napravio svoje prve vratarske korake. Zatim je otišao u školu nogometa Osijeka. Iz nje je otišao u Suhopolje. Poslije Suhopolja uslijedio je odlazak u Koprivnicu u Slaven u koji je došao sa 16 godina. U juniorima je bio standardno na vratima, a u seniorskoj momčadi pojavljivao se povremeno kao treći vratar. Nakon toga otišao je na posudbu u trećeligaša Koprivnicu. Vratio se poslije u Slaven ali u seniore. Treneru Željku Kopiću zahvaljuje na ukazanoj prigodi.
U HNL-u prvu utakmicu odigrao sezone 2015./16. Zamijenio je ozlijeđenog Gorana Blaževića ali kad se Blažević oporavio, opet je bio na klupi. U svibnju 2017. godine izbornik hrvatske nogometne reprezentacije Ante Čačić pozvao ga je da se priključi A reprezentaciji za prijateljsku utakmicu protiv Meksika u Los Angelesu 27. svibnja 2017.

## Vanjske poveznice
- Profil, Hrvatski nogometni savez
- Profil, WorldFootball.net (engl.)
- Profil, Transfermarkt (engl.)